# Beli Potok (Knjaževac)
Beli Potok (em cirílico: Бели Поток) é uma vila da Sérvia localizada no município de Knjaževac, pertencente ao distrito de Zaječar, na região de Timočka Krajina. A sua população era de 168 habitantes segundo o censo de 2011.

## Demografia
| 1948 | 1953 | 1961 | 1971 | 1981 | 1991 | 2002 | 2011 |
| ---- | ---- | ---- | ---- | ---- | ---- | ---- | ---- |
| 1475 | 1498 | 1327 | 1030 | 678  | 446  | 243  | 168  |